# Розенталь (Гессен)
Розенталь (нем. Rosenthal) — город в Германии, в земле Гессен. Подчинён административному округу Кассель. Входит в состав района Вальдек-Франкенберг. Население составляет 2178 человек (на 31 декабря 2010 года). Занимает площадь 51,54 км². Официальный код — 06 6 35 017.
Город подразделяется на 3 городских района.

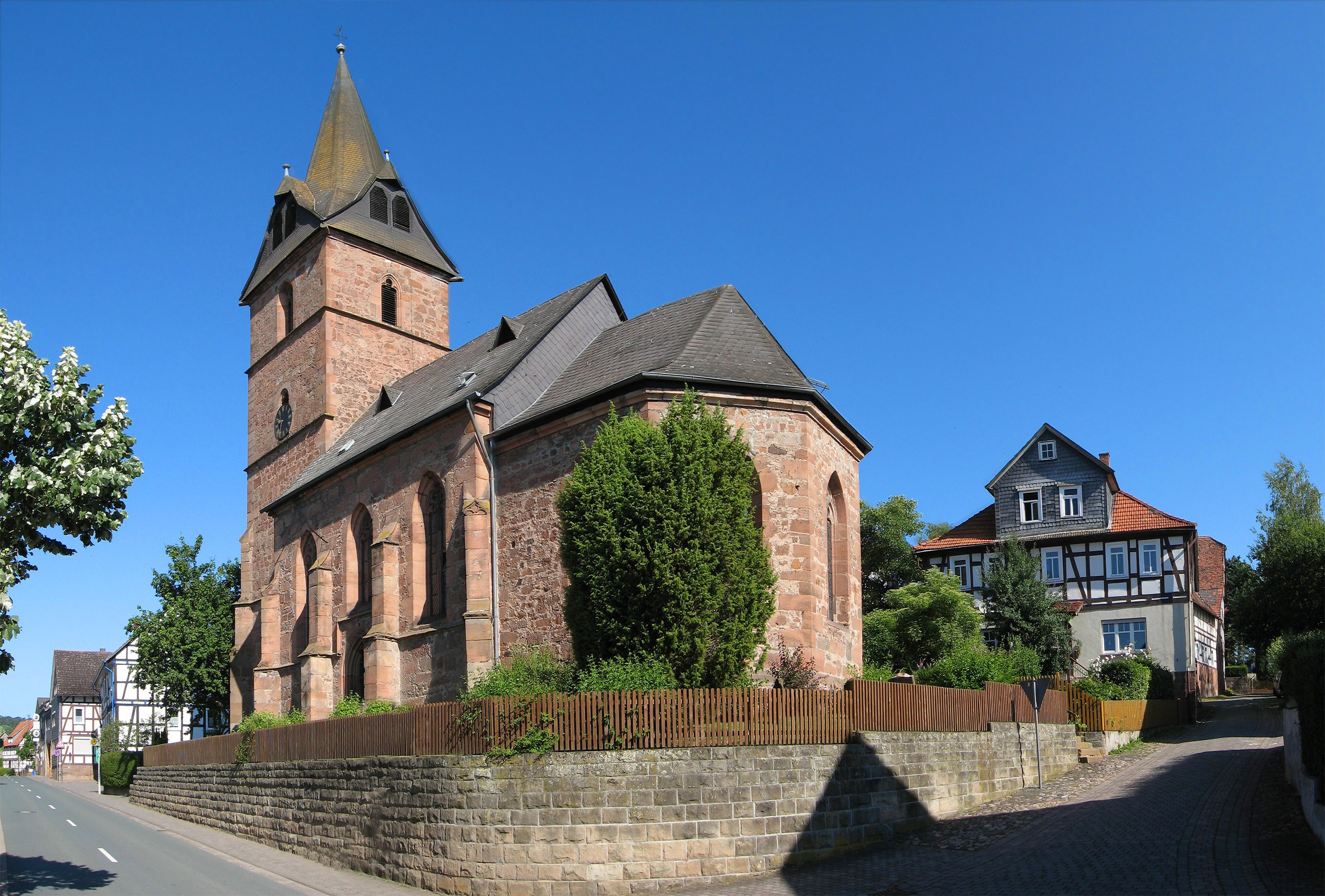
Розенталь